# Ikarija
Ikarija je grčki otok u Egejskom moru, 19km JZ od Samosa.
Površina otoka je oko 255,3 km², a dužina obale oko 160 km. Na otoku živi oko 7,000 stanovnika.
Najveće naselje je Agios Kirykos s 3,243 stanovnika (2001).

## Poveznice
- Slobodna Država Ikarija